# Santa Lucia del Mela
Santa Lucia del Mela is een gemeente in de Italiaanse provincie Messina (regio Sicilië) en telt 4759 inwoners (31-12-2004). De oppervlakte bedraagt 82,9 km², de bevolkingsdichtheid is 57 inwoners per km².
De volgende frazioni maken deel uit van de gemeente: San Giovanni (Pancaldo).
Van de 13e tot de 20e eeuw vormde Santa Lucia del Mela binnen de Roomse Kerk een territoriale prelatuur, dit wil zeggen niet verbonden met de bisschoppen van Sicilië.

## Demografie
Santa Lucia del Mela telt ongeveer 1899 huishoudens. Het aantal inwoners daalde in de periode 1991-2001 met 3,2% volgens cijfers uit de tienjaarlijkse volkstellingen van ISTAT.
| Jaar | Inwoneraantal |
| ---- | ------------- |
| 1991 | 4858          |
| 2001 | 4701          |

## Geografie
De gemeente ligt op ongeveer 215 m boven zeeniveau.
Santa Lucia del Mela grenst aan de volgende gemeenten: Barcellona Pozzo di Gotto, Casalvecchio Siculo, Castroreale, Fiumedinisi, Furci Siculo, Gualtieri Sicaminò, Mandanici, Merì, Pace del Mela, Pagliara, San Filippo del Mela, San Pier Niceto.